# Инвестиционная компания
Инвестицио́нная компа́ния — организация, осуществляющая коллективные инвестиции. Главными функциями инвестиционных компаний являются диверсификация инвестиций и управление инвестиционным портфелем, в который входят ценные бумаги разных эмитентов и другие виды фондовых инструментов. В соответствии с ситуацией данные финансовые посредники осуществляют покупку-продажу ценных бумаг, перераспределяя капитал в перспективные отрасли и предприятия.
В российском смысловом поле, словосочетание «инвестиционная компания» часто обозначает юридическое лицо, обладающее лицензией Банка России на проведение как минимум брокерских и/или дилерских операций. Если такое юридическое лицо одновременно является ещё и кредитной организацией, то есть обладает соответствующими лицензиями ЦБ РФ, то такое юридическое лицо называется в российской традиции — инвестиционный банк.
Инвестиционные компании представлены холдинговыми компаниями, финансовыми группами, финансовыми компаниями.
Различают инвестиционные компании закрытого типа, имеющие фиксированную структуру капитала, и открытого типа, изменяющие структуру капитала за счёт периодического выпуска акций.

## История
В XVII веке уже действовали финансовые организации (акцептные дома и купеческие банки), выполнявшие некоторые функции современных инвестиционных компаний. Они сыграли важную роль в финансировании торговых миссий в Эпоху великих географических открытий.
В 1774 году нидерландский купец и брокер Adriaan van Ketwich создаёт один из первых инвестиционных трестов.
В конце XIX века инвестиционные тресты получили распространение в Великобритании, а в двадцатых годах XX века в США появляются инвестиционные компании закрытого типа.
Инвестиционные компании начали приобретать широкую популярность в первой четверти XX века. Так, в 1921—1926 годах только в США было открыто 140 новых инвестиционных компаний. Появляется большое разнообразие узкоспециализированных инвестиционных компаний, работающих только с определёнными типами ценных бумаг или только с некоторыми отраслями промышленности. Инвестиционные компании уже в то время позиционировались для малых инвесторов как способ диверсификации их вложений.
Первые недискреционные инвестиционные тресты возникли в 1923 году, а первые современные инвестиционные фонды — в марте 1924 года. Уже в 1928 году их суммарные активы в США достигли 1 миллиарда долл., а в 1929 году — 2,1 миллиарда долл..
В конце 1940-х годов появляются первые хедж-фонды.
К 1960 году суммарные активы инвестиционных компаний в США достигли 19 миллиардов долл, а к 1967 году — почти 45 миллиардов. С 1980 по 2007 год эта сумма увеличилась в 25-50 раз.
В 1990 году активы взаимных фондов достигают 1 триллиона долл.
Первые инвестиционные компании и фонды появились в России в 1992 году после выхода в свет нормативного документа, регламентирующего их деятельность — «Положения о выпуске и обращении ценных бумаг и фондовых биржах в РСФСР», утверждённого Постановлением Совета Министров РСФСР от 28 декабря 1991 года. В конце 1993 года в России было уже 30 инвестиционных компаний и фондов.
В 1993 году в США появился первый биржевой инвестиционный фонд.
В 2012 году суммарный оборот российских инвестиционных компаний составил 70 трлн рублей.

## Принцип работы
Инвестиционные компании во многих странах выпускают и продают собственные ценные бумаги, в основном мелким индивидуальным инвесторам. На вырученные средства они покупают ценные бумаги предприятий и банков, посредством чего обеспечивают своим клиентам доход. По сути дела, они управляют средствами своих клиентов.
Объединение денежных средств отдельных физических и юридических лиц для дальнейших инвестиций в конкретные проекты, программы, перспективные предприятия нацелены на получение вкладчиками стабильной прибыли. Причём эта прибыль возникает не только благодаря аккумулированию значительных средств, а, прежде всего, за счёт высокопрофессиональной деятельности участников инвестиционного процесса. Инвестиционные средства могут быть вложены в акции и облигации самых разных предприятий. Финансовые риски инвесторов значительно уменьшаются, потому что при падении стоимости одних ценных бумаг, повышается цена других. Важным преимуществом для инвестора является получение услуг финансового управляющего, в роли которого и выступает инвестиционная компания.
Отличие инвестиционных компаний от инвестиционных фондов достаточно условно и зависит от особенностей законодательства страны. В российской хозяйственной практике инвестиционная компания занимается организацией выпуска ценных бумаг и их размещением, вложением средств в ценные бумаги, а также их куплей-продажей от своего имени и за свой счёт. Ресурсы инвестиционных компаний формируются за счёт средств учредителей и эмиссии собственных ценных бумаг, которые могут продаваться только юридическим лицам. Инвестиционный фонд осуществляет выпуск акций с целью мобилизации денежных средств инвесторов и их вложение от имени фонда в ценные бумаги, а также на депозитные счета.
Акции составляют 80 % активов инвестиционных компаний в США, Канаде, Британии и Японии.
Деятельность инвестиционных компаний в России подлежит лицензированию.

## Социальная роль
Инвестиционные компании играют важную роль в инвестиционном процессе, так как концентрируют значительные средства мелких вкладчиков, направляемые, как правило, на развитие производства. За счёт приобретения ценных бумаг они осуществляют финансирование различных сфер экономики. Поэтому в развитых странах они пользуются поддержкой со стороны государства.
Первый инвестиционный фонд в мире был создан в августе 1822 года в Бельгии. Инвестиционные фонды начинают быстро развиваться только после Второй мировой войны, постепенно создавая конкуренцию банкам и другим финансовым институтам. Наибольшего распространения инвестиционные фонды приобрели в Великобритании и США. На сегодняшний день более половины американских домохозяйств являются вкладчиками того или иного инвестиционного фонда.
По состоянию на 2008 год инвестиционная компания Fidelity Investments была самым крупным акционером в 10 % американских корпораций. В настоящее время (на 2016—2017 год) выделяется «Большая тройка» американских инвестиционных компаний (Vanguard, BlackRock, State Street Corporation), которые вместе имеют крупнейшие пакеты акций в 40 % от всех публичных американских компаний, и в 88 % компаний составляющих S&P 500 (500 компаний с наибольшей капитализацией). В результате акции крупнейших американских компаний оказались сосредоточены в руках небольшого количества людей. Представители «большой тройки» декларируют, что они хотят быть активными акционерами и вмешиваться в управление компаниями. Концентрация собственности в настоящее время вероятно превосходит ту, которая наблюдалась в эпоху «баронов-разбойников».
Перекрёстное владение институциональными инвесторами акциями компаний в одной отрасли снижает конкуренцию между этими компаниями и коррелирует с неоправданным повышением цен для потребителей.. В США рост доли институциональных инвесторов коррелирует с ростом экономического неравенства.